# اندیس مس
مس یک اندیس فلزی است که در حوالی شهر همدان استان همدان قرار دارد و مادهٔ معدنی موجود در آن، مس است.  